# Darnawa
Darnawa – wieś w Polsce położona w województwie lubuskim, w powiecie świebodzińskim, w gminie Skąpe.
W latach 1975–1998 miejscowość administracyjnie należała do województwa zielonogórskiego.
Wieś sołecka położona ok. 3 km na wschód od Skąpego, na skrzyżowaniu dróg powiatowych Skąpe - Rosin i Radoszyn - Niekarzyn. Darnawa podobnie jak inne okoliczne miejscowości należała w latach 1223–1810 r. do klasztoru cysterek w Trzebnicy. Od średniowiecza w Darnawie istniał kościół parafialny, według legendy ufundowany przez Henryka Brodatego. Obecna świątynia powstała na początku XX w. We wsi zachowało się kilka zabudowań z końca XIX w.